# Cynodon transvaalensis
Cynodon transvaalensis är en gräsart som beskrevs av Burtt Davy. Cynodon transvaalensis ingår i släktet hundtandsgrässläktet, och familjen gräs. Inga underarter finns listade i Catalogue of Life.